# Антон Каде
Антон Каде (нім. Anton Kade, нар. 17 січня 2004, Берлін, Німеччина) — німецький футболіст, вінгер швейцарського клубу «Базель».

## Ігрова кар'єра

### Клубна
Антон Каде народився у Берліні і є вихованцем столичного клубу «Герта». 20 лютого 2022 року Каде дебютував на професійному рівні, коли вийшов на заміну у матчі чемпіонату Німеччини проти «РБ Лейпциг».
Провівши в основі берлінського клубу чотири матчі, в червні 2022 року Каде перейшов до швейцарського «Базеля», з яким підписав чотирирічний контракт. 21 серпня 2022 року у Кубковому матчі Каде вперше вийшов на поле у складі «Базеля». Першу гру в чемпіонаті країни вінгер провів 16 жовтня того ж року. В тому ж сезоні футболіст також дебютував у матчах єврокубків разом з «Базелем».

### Збірна
З 2019 року Антон Каде виступає за юнацькі збірні Німеччини.

## Титули
Базель
 Чемпіон Швейцарії: 2024/25
 Переможець Кубка Швейцарії: 2024/25

## Приватне життя
Старший брат Антона — Юліус Каде також професійний футболіст, гравець нідерландського клубу «Еммен».